# Somerset Island (Bermuda)
Somerset Island ist eine Insel im Westen der atlantischen Inselgruppe Bermuda.
Die etwa 3 km² große Insel am Großen Sund ist mit der südlich angrenzenden Hauptinsel Grand Bermuda und der nordöstlich gelegenen Insel Boaz jeweils über Brücken verbunden. An der Ostküste liegt Somerset Village, Hauptort der Insel.